# Carex marianensis
Carex marianensis är en halvgräsart som beskrevs av John William Stacey. Carex marianensis ingår i släktet starrar, och familjen halvgräs. Inga underarter finns listade i Catalogue of Life.